# Brodziuszka wiechowata
Brodziuszka wiechowata (Andrographis paniculata) – gatunek roślin jednorocznych z rodziny akantowatych. Pochodzi z Indii i Sri Lanki, ale rozpowszechniony został na rozległych obszarach Azji Południowo-Wschodniej oraz na Karaibach. Roślina uprawiana i wykorzystywana w ziołolecznictwie.

## Morfologia
PokrójRoślina jednoroczna osiągająca 0,5 m wysokości, silnie rozgałęziona. Łodyga czworokanciasta, naga.
LiścieNaprzeciwległe, całobrzegie, osadzone na ogonkach długości 0,3 do 1 cm. Blaszka liściowa jajowato-lancetowata do lancetowatej, na końcu zaostrzona, osiąga do 7 cm długości i 2,5 cm szerokości. Blaszka naga, na górze ciemniej zielona, od spodu nieco jaśniejsza.
KwiatyZebrane w szczytowe, ulistnione wiechy i grona. Przysadki drobne, do 1,5 mm długości. Szypułka kwiatowa do 9 mm długości, rzadko owłosiona, czasem z włoskami gruczołowatymi. Kielich osiąga do 3 mm długości, działki nagie lub na końcach owłosione gruczołowato. Korona kwiatu zrosłopłatkowa w dolnej połowie, lejkowata, osiąga do 1,5 cm długości. Ma barwę białą i jest czerwono punktowana. Dolna i górna warga osiągają do 7 mm długości, podczas gdy boczne do 3 mm. Pręciki wystają z rurki korony. Słupek o długości do 1 cm, u nasady owłosiony.
OwoceŚcieśnione, wydłużone torebki o długości do 2 cm i szerokości do 0,4 cm, nagie lub rzadko owłosione. Zawierają po ok. 12 nasion o wymiarach 2 × 1,5 mm.